# Марта, Пётр Иокимович
Пётр Иокимович Марта (рум. Petru Marta; 21 сентября 1952, Фалештский район — 21 июля 2023) — советский борец вольного стиля, чемпион и призёр чемпионатов СССР, чемпион Европы, призёр чемпионата мира, мастер спорта СССР международного класса, Заслуженный тренер Молдавии.

## Биография
Увлёкся борьбой в 1967 году. Участвовал в пяти чемпионатах страны. В 1972 году выполнил норматив мастера спорта СССР, а в 1975 году — мастера спорта СССР международного класса. В 1977—1980 году был членом сборной команды страны. В 1980 году оставил большой спорт. Жил в Кишинёве.

## Награды и звания
- Орден Трудовой славы (2001);
- Заслуженный тренер Молдавии (2007);
- Медаль «За гражданские заслуги» (2009);

## Спортивные результаты
- Вольная борьба на летней Спартакиаде народов СССР 1975 года — ;
- Чемпионат СССР по вольной борьбе 1976 года — ;
- Чемпионат СССР по вольной борьбе 1978 года — ;